# Andreas-Konrad Hofer
Andreas-Konrad Hofer (* 27. Oktober 1963) ist ein ehemaliger deutscher Eishockeyspieler, der unter anderem für den EV Füssen in der Bundesliga aktiv war, den Großteil seiner Karriere aber in der 2. Bundesliga verbrachte.

## Karriere
Im Nachwuchs des EV Füssen feierte Andreas-Konrad Hofer erste Erfolge, etwa mit dem Gewinn der Deutschen Jugendmeisterschaft im Jahr 1979. Zwei Jahre später absolvierte er sein erstes Spiel für die Profimannschaft in der Bundesliga. Zur wirklichen Stammkraft entwickelte sich der Stürmer aber erst nach dem Abstieg Füssens in die 2. Bundesliga im Jahr 1983. Unterbrochen durch eine Saison bei der EA Kempten spielte er sechs Jahre lang für seinen Heimatverein in der zweithöchsten deutschen Spielklasse.
Zur Saison 1990/91 wechselte Hofer zunächst für zwei Jahre zum EV Landsberg. Nach kurzen Stationen beim EC in Hannover und dem ECD Sauerland kehrte er in der Spielzeit 1993/94 nochmals nach Landsberg zurück. Anschließend beendete seine Karriere, feierte in der Saison 1995/96 ein Kurzzeit-Comeback. Er unterstützte das Team des EV Füssen in der Relegation um die 1. Liga, konnte den Abstieg in die Drittklassigkeit aber nicht aufhalten.

## Karrierestatistik
(Legende zur Spielerstatistik: Sp oder GP = absolvierte Spiele; T oder G = erzielte Tore; V oder A = erzielte Assists; Pkt oder Pts = erzielte Scorerpunkte; SM oder PIM = erhaltene Strafminuten; +/− = Plus/Minus-Bilanz; PP = erzielte Überzahltore; SH = erzielte Unterzahltore; GW = erzielte Siegtore; 1 Play-downs/Relegation; Kursiv: Statistik nicht vollständig)